# ISTAF 1999
ISTAF 1999 corresponde à edição do ano de 1999 do Meeting de Berlim em atlestismo, a qual se disputou no Estádio Olímpico da capital alemã no dia 4 de setembro daquele ano. Esta reunião fez parte dos meetings da Golden League, organizada pela IAAF e que visa premiar os atletas que vencem um maior conjunto de provas dos principais meetings mundiais.
Ao terminarem em primeiro lugar as respectivas corridas, Gabriela Szabo da Roménia e Wilson Kipketer da Dinamarca dividiram entre si o cobiçado jackpot de 1 milhão de dólares, que é entregue aos atletas que vençam todos os sete meetings da Liga Dourada.
Também neste meeting foi quebrado o recorde mundial de uma prova pouco corrida - os 2000 metros masculinos - pelo campeão marroquino Hicham El Guerrouj, com a marca de 4'44"79. Na mesma corrida, Rui Silva estabeleceu um novo recorde português, com o tempo de 4'54"66.
| ISTAF 1998 | ISTAF 1999 | ISTAF 2000 |

## Resultados

### Abreviaturas
As seguintes abreviaturas são utilizadas nos quadros que se seguem:
- AR = Area Record - recorde de Área geográfica
- EL = European leading - líder europeu actual (época de 1999)
- MR = Meeting Record - recorde do meeting
- NR = National Record - recorde nacional
- PB = Personal Best - recorde pessoal
- SB = Seasonal Best - melhor prestação pessoal da temporada
- WL = World Leading - líder mundial actual (época de 1999)
- WR = World Record - recorde do mundo

### Homens

#### 100 metrosSérie A
| Rank | Atleta         | País           | Marca |
| ---- | -------------- | -------------- | ----- |
| 1    | Bruny Surin    | Canadá         | 10"07 |
| 2    | Tony McCall    | Estados Unidos | 10"19 |
| 3    | Curtis Johnson | Estados Unidos | 10"22 |
| 4    | Curtis Perry   | Estados Unidos | 10"31 |
| 5    | Koji Ito       | Japão          | 10"37 |
| 6    | Daniel Effiong | Nigéria        | 10"41 |

Nota: v.f.: +0,9 m/s

#### 100 metrosSérie B
| Rank | Atleta             | País     | Marca |
| ---- | ------------------ | -------- | ----- |
| 1    | Piotr Balcerzak    | Polónia  | 10"23 |
| 2    | Marcin Nowak       | Polónia  | 10"34 |
| 3    | Marc Blume         | Alemanha | 10"35 |
| 4    | Alexander Kosenkow | Alemanha | 10"42 |
| 5    | Marcin Krzywanski  | Polónia  | 10"47 |
| 6    | Michael Huke       | Alemanha | 10"47 |

Nota: v.f.: +1,3 m/s

#### 200 metros
| Rank | Atleta             | País           | Marca |
| ---- | ------------------ | -------------- | ----- |
| 1    | Maurice Greene     | Estados Unidos | 20"21 |
| 2    | Claudinei da Silva | Brasil         | 20"28 |
| 3    | Bruny Surin        | Canadá         | 20"36 |
| 4    | Francis Obikwelu   | Nigéria        | 20"39 |
| 5    | Jon Drummond       | Estados Unidos | 20"42 |
| 6    | Marcin Urbas       | Polónia        | 20"49 |
| 7    | Kevin Little       | Estados Unidos | 20"65 |
| 8    | Patrick Stevens    | Bélgica        | 20"81 |

Nota: v.f.: -0,1 m/s

#### 800 metros
| Rank | Atleta               | País          | Marca   |
| ---- | -------------------- | ------------- | ------- |
| 1    | Wilson Kipketer      | Dinamarca     | 1'44"03 |
| 2    | Japhet Kimutai       | Quênia        | 1'44"18 |
| 3    | Hezekiél Sepeng      | África do Sul | 1'44"80 |
| 4    | David Kiptoo         | Quênia        | 1'44"98 |
| 5    | Nils Schumann        | Alemanha      | 1'44"99 |
| 6    | William Chirchir     | Quênia        | 1'45"02 |
| 7    | André Bucher         | Suíça         | 1'45"24 |
| 8    | Robert Chirchir      | Quênia        | 1'45"67 |
| 9    | Andrea Longo         | Itália        | 1'45"75 |
| 10   | Kenneth Kimwetich    | Quênia        | 1'46"30 |
| 11   | Arthémon Hatungimana | Burundi       | 1'46"63 |
| 12   | William Yampoy       | Quênia        | 1'47"04 |

#### 2000 metros
| Rank | Atleta             | País        | Marca      |
| ---- | ------------------ | ----------- | ---------- |
| 1    | Hicham El Guerrouj | Marrocos    | 4'44"79 WR |
| 2    | Paul Bitok         | Quênia      | 4'54"36 PB |
| 3    | Rui Silva          | Portugal    | 4'54"66 NR |
| 4    | John Kosgei        | Quênia      | 4'55"52 SB |
| 5    | Bernard Lagat      | Quênia      | 4'55"58 SB |
| 6    | Ali Saïdi-Sief     | Argélia     | 4'56"87    |
| 7    | John Mayock        | Reino Unido | 4'58"57    |
| 8    | Rudiger Stenzel    | Alemanha    | 4'58"68 PB |
| 9    | Driss Maazouzi     | França      | 4'59"88    |

#### 5000 metros
| Rank | Atleta             | País     | Marca    |
| ---- | ------------------ | -------- | -------- |
| 1    | Benjamin Limo      | Quênia   | 12'59"54 |
| 2    | Richard Limo       | Quênia   | 12'59"75 |
| 3    | Sammy Kipketer     | Quênia   | 12'59"90 |
| 4    | Daniel Komen       | Quênia   | 13'00"69 |
| 5    | Luke Kipkosgei     | Quênia   | 13'00"83 |
| 6    | Salah Hissou       | Marrocos | 13'01"07 |
| 7    | Brahim Lahlafi     | Marrocos | 13'02"24 |
| 8    | Benjamin Maiyo     | Quênia   | 13'02"38 |
| 9    | Dieter Baumann     | Alemanha | 13'02"63 |
| 10   | Smaïl Sghir        | Marrocos | 13'03"69 |
| 11   | Charles Kamathi    | Quênia   | 13'05"29 |
| 12   | El Hassan Lahssini | Marrocos | 13'20"40 |

#### 110 metros barreiras
| Rank | Atleta              | País           | Marca |
| ---- | ------------------- | -------------- | ----- |
| 1    | Larry Wade          | Estados Unidos | 13"27 |
| 2    | Mark Crear          | Estados Unidos | 13"30 |
| 3    | Anier García        | Cuba           | 13"38 |
| 4    | Florian Schwarthoff | Alemanha       | 13"42 |
| 5    | Duane Ross          | Estados Unidos | 13"43 |
| 6    | Dominique Arnold    | Estados Unidos | 13"44 |
| 7    | Tony Dees           | Estados Unidos | 13"64 |
| 8    | Falk Balzer         | Alemanha       | 14"58 |

Nota: v.f.: +1,4 m/s

#### 3000 metros com obstáculos
| Rank | Atleta             | País          | Marca      |
| ---- | ------------------ | ------------- | ---------- |
| 1    | Ali Ezzine         | Marrocos      | 8'06"70 SB |
| 2    | Bernard Barmasai   | Quênia        | 8'07"02    |
| 3    | Paul Kosgei        | Quênia        | 8'12"42    |
| 4    | Christopher Koskei | Quênia        | 8'13"69    |
| 5    | Bouabdallah Tahri  | França        | 8'13"82    |
| 6    | Giuseppe Maffei    | Itália        | 8'15"11    |
| 7    | Damian Kallabis    | Alemanha      | 8'17"43    |
| 8    | Elarbi Khattabi    | Marrocos      | 8'17"71    |
| 9    | Jim Svenøy         | Noruega       | 8'17"98    |
| 10   | Luis Miguel Martín | Espanha       | 8'20"80    |
| 11   | Julius Chelule     | Quênia        | 8'23"69    |
| 12   | Simon Vroeman      | Países Baixos | 8'26"59    |

#### Salto em altura
| Rank | Atleta            | País                 | Marca  |
| ---- | ----------------- | -------------------- | ------ |
| 1    | Wolfgang Kreissig | Alemanha             | 2,32 m |
| 2    | Stefan Holm       | Suécia               | 2,32 m |
| 3    | Martin Buss       | Alemanha             | 2,29 m |
| 4    | Kristofer Lamos   | Alemanha             | 2,20 m |
| 5    | Elvir Krehmič     | Bósnia e Herzegovina | 2,20 m |

#### Salto com vara
| Rank | Atleta             | País           | Marca  |
| ---- | ------------------ | -------------- | ------ |
| 1    | Maksim Tarasov     | Rússia         | 6,01 m |
| 2    | Jeff Hartwig       | Estados Unidos | 5,94 m |
| 3    | Michael Stolle     | Alemanha       | 5,90 m |
| 4    | Andrei Tivontschik | Alemanha       | 5,85 m |
| 5    | Aleksandr Averbukh | Israel         | 5,80 m |
|      | Jean Galfione      | França         | 5,80 m |
| 7    | Danny Ecker        | Alemanha       | 5,80 m |
| 8    | Tim Lobinger       | Alemanha       | 5,60 m |
| 9    | Lars Börgeling     | Alemanha       | 5,60 m |
| 10   | Vadim Strogalyov   | Rússia         | 5,60 m |
|      | Nick Hysong        | Quênia         | 5,60 m |
| 12   | Dmitriy Markov     | Austrália      | 5,50 m |
|      | Pat Manson         | Estados Unidos | 5,50 m |

#### Salto em comprimento
| Rank | Atleta                  | País              | Marca  |
| ---- | ----------------------- | ----------------- | ------ |
| 1    | Iván Pedroso            | Cuba              | 8,22 m |
| 2    | Kareem Streete-Thompson | Ilhas Caimã       | 7,96 m |
| 3    | Younes Moudrik          | Marrocos          | 7,91 m |
| 4    | Cheikh Touré            | França            | 7,90 m |
| 5    | Kofi Amoah Prah         | Alemanha          | 7,90 m |
| 6    | Wendell Williams        | Trinidad e Tobago | 7,82 m |
| 7    | Konstantin Krause       | Alemanha          | 7,81 m |
| 8    | Shane Hair              | Austrália         | 7,59 m |

#### Lançamento do disco
| Rank | Atleta             | País           | Marca   |
| ---- | ------------------ | -------------- | ------- |
| 1    | Lars Riedel        | Alemanha       | 68,41 m |
| 2    | Virgilijus Alekna  | Lituânia       | 68,25 m |
| 3    | Anthony Washington | Estados Unidos | 68,23 m |
| 4    | Jürgen Schult      | Alemanha       | 67,13 m |
| 5    | Vaclavas Kidykas   | Lituânia       | 65,17 m |
| 6    | Michael Möllenbeck | Alemanha       | 65,07 m |

#### Lançamento do dardo
| Rank | Atleta            | País      | Marca   |
| ---- | ----------------- | --------- | ------- |
| 1    | Kostas Gatsioúdis | Grécia    | 87,96 m |
| 2    | Boris Henry       | Alemanha  | 86,48 m |
| 3    | Raymond Hecht     | Alemanha  | 84,89 m |
| 4    | Peter Blank       | Alemanha  | 82,21 m |
| 5    | Aki Parviainen    | Finlândia | 81,42 m |
| 6    | Emeterio González | Cuba      | 80,46 m |
| 7    | Eriks Rags        | Letônia   | 80,16 m |
| 8    | Pål Arne Fagernes | Noruega   | 75,46 m |

### Mulheres

#### 200 metros
| Rank | Atleta                | País           | Marca |
| ---- | --------------------- | -------------- | ----- |
| 1    | Debbie Ferguson       | Bahamas        | 22"55 |
| 2    | Sevatheda Fynes       | Bahamas        | 22"58 |
| 3    | Inger Miller          | Estados Unidos | 22"62 |
| 4    | Juliet Campbell       | Jamaica        | 22"89 |
| 5    | Andrea Philipp        | Alemanha       | 23"00 |
| 6    | Fatima Yusuf          | Nigéria        | 23"00 |
| 7    | Susanthika Jayasinghe | Sri Lanka      | 23"16 |
| 8    | Zoe Wilson            | Reino Unido    | 24"27 |

Nota: v.f.: +0,8 m/s

#### 800 metros
| Rank | Atleta                 | País         | Marca   |
| ---- | ---------------------- | ------------ | ------- |
| 1    | Maria de Lurdes Mutola | Moçambique   | 1'57"56 |
| 2    | Svetlana Masterkova    | Rússia       | 1'57"63 |
| 3    | Ludmila Formanová      | Chéquia      | 1'58"16 |
| 4    | Natalya Tsyganova      | Rússia       | 1'59"23 |
| 5    | Letitia Vriesde        | Suriname     | 1'59"24 |
| 6    | Natalya Gorelova       | Rússia       | 1'59"61 |
| 7    | Linda Kisabaka         | Alemanha     | 1'59"98 |
| 8    | Natalya Dukhnova       | Bielorrússia | 2'00"28 |
| 9    | Diane Modahl           | Bélgica      | 2'00"43 |
| 10   | Claudia Gesell         | Alemanha     | 2'00"74 |

#### 5000 metros
| Rank | Atleta                       | País        | Marca       |
| ---- | ---------------------------- | ----------- | ----------- |
| 1    | Gabriela Szabo               | Roménia     | 14'40"59 WL |
| 2    | Zahra Ouaziz                 | Marrocos    | 14'41"34 SB |
| 3    | Irina Mikitenko              | Alemanha    | 14'42"03 NR |
| 4    | Tegla Lorupe                 | Quênia      | 14'49"12 SB |
| 5    | Ebru Kavaklioglu             | Turquia     | 14'56"43    |
| 6    | Fatima Maama-Yvelain         | França      | 14'58"18 PB |
| 7    | Kristina Da Fonseca-Wollheim | Alemanha    | 14'58"43 PB |
| 8    | Paula Radcliffe              | Reino Unido | 14'59"65    |
| 9    | Yamna Belkacem               | França      | 15'02"34    |
| 10   | Mariya Pantyukhova           | Rússia      | 15'02"78    |
| 11   | Agata Balsamo                | Itália      | 15'14"70 PB |
| 12   | Julia Vaquero                | Espanha     | 15'18"48    |

#### 400 metros com barreiras
| Rank | Atleta                 | País           | Marca |
| ---- | ---------------------- | -------------- | ----- |
| 1    | Deon Hemmings          | Jamaica        | 53"90 |
| 2    | Nezha Bidouane         | Marrocos       | 54"08 |
| 3    | Tatyana Tereshchuk     | Ucrânia        | 54"31 |
| 4    | Michelle Johnson       | Estados Unidos | 54"38 |
| 5    | Sandra Cummings-Glover | Estados Unidos | 54"43 |
| 6    | Andrea Blackett        | Barbados       | 55"08 |
| 7    | Debbie-Ann Parris      | Jamaica        | 56"32 |
| 8    | Judith Szekeres        | Hungria        | 56"36 |

#### Salto em altura
| Rank | Atleta                  | País           | Marca  |
| ---- | ----------------------- | -------------- | ------ |
| 1    | Hestrie Storbeck-Cloete | África do Sul  | 1,95 m |
| 2    | Inga Babakova           | Ucrânia        | 1,95 m |
| 3    | Kajsa Bergqvist         | Suécia         | 1,93 m |
| 4    | Yelena Yelesina         | Rússia         | 1,90 m |
|      | Hanne Haugland          | Noruega        | 1,90 m |
|      | Yelena Gulyayeva        | Rússia         | 1,90 m |
| 7    | Svetlana Lapina         | Rússia         | 1,90 m |
| 8    | Vita Styopina           | Ucrânia        | 1,90 m |
| 9    | Amy Acuff               | Estados Unidos | 1,90 m |
| 10   | Heike Henkel            | Alemanha       | 1,85 m |
| 11   | Maria Melová            | Eslováquia     | 1,85 m |

#### Lançamento do peso
| Rank | Atleta               | País           | Marca   |
| ---- | -------------------- | -------------- | ------- |
| 1    | Astrid Kumbernuss    | Alemanha       | 19,53 m |
| 2    | Nadine Kleinert      | Alemanha       | 19,02 m |
| 3    | Valentina Fedyushina | Áustria        | 18,58 m |
| 4    | Yanina Korolchik     | Bielorrússia   | 18,57 m |
| 5    | Teri Steer-Tunks     | Estados Unidos | 18,10 m |
| 6    | Tressa Thompson      | Estados Unidos | 17,35 m |
| 7    | Nadine Beckel        | Alemanha       | 17,17 m |

#### Lançamento do disco
| Rank | Atleta               | País         | Marca   |
| ---- | -------------------- | ------------ | ------- |
| 1    | Franka Dietzsch      | Alemanha     | 66,60 m |
| 2    | Nicoleta Grasu       | Roménia      | 65,91 m |
| 3    | Irina Yatchenko      | Bielorrússia | 63,61 m |
| 4    | Anja Möllenbeck      | Alemanha     | 60,77 m |
| 5    | Valentina Fedyushina | Áustria      | 48,60 m |